# EC Vitória

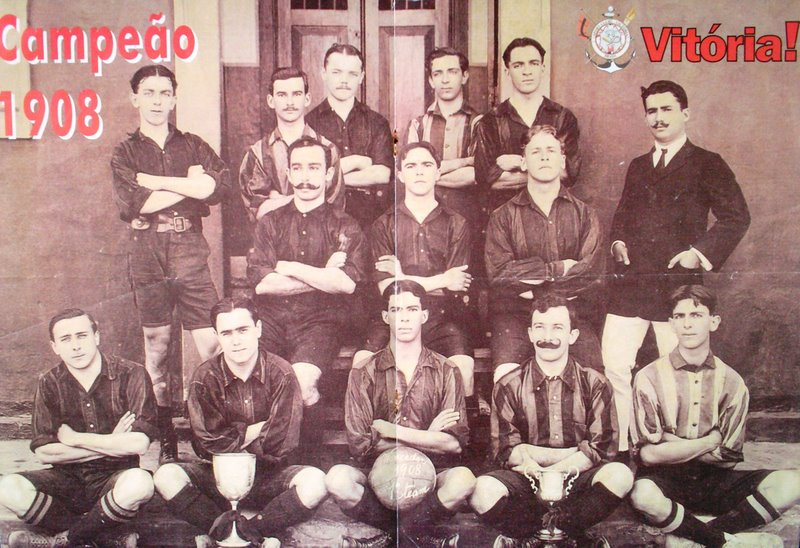
Team van 1908

De Esporte Clube Vitória, ofwel Vitória, is een Braziliaanse voetbalclub uit de stad Salvador in de staat Bahia. Het is een van de vijf oudste voetbalclubs in Brazilië. 

## Geschiedenis

### Oprichting
Vitória werd opgericht door Artêmio en Artur Valente, twee broers uit de Bahiaanse aristocratie. Zij hadden in Engeland hun opleiding genoten en het was daar dat zij de liefde voor het voetbal opdeden. Op 13 mei 1899 werd de club echter opgericht als cricketclub. Het grootste deel van de leden was jong en maakte deel uit van de elite.
Al snel werd echter ook voetbal beoefend. De eerste wedstrijd vond plaats op 22 mei 1901. Vitória won met 3-2 van International Sport Club, een club die door Engelse matrozen was opgericht. De eerste officiële wedstrijd moest wachten tot 13 september 1903. São Paulo-Bahia, een club van uit São Paulo afkomstige immigranten, werd met 2-0 gewonnen door Vitória. In 1904 was Vitória een van de vele teams die de Liga de Futebol da Bahia oprichtte. Het eerste staatskampioenschap het jaar erna werd gewonnen door International Sport Club. Vitória behaalde een verdienstelijke derde plaats. De eerste eindoverwinning in het staatskampioenschap kwam in 1908.

### Successen en dieptepunten
Gedurende het grootste deel van zijn bestaan was Vitória een club die zo nu en dan uitstekend wist te presteren in het staatskampioenschap. Op nationaal niveau had de club echter weinig te zeggen. Vanaf 1989 begon Vitória aan een opmars. Sinds dat seizoen won de club dertien keer het staatskampioenschap, terwijl aartsrivaal Bahia er zes behaalde. In 2007 bleef Vitória zelfs ongeslagen. Ook drie Copas do Nordeste en drie Taças Estado da Bahia konden aan de prijzenkast worden toegevoegd. Vitória heeft zich daarmee in korte tijd weten op te werken tot een van de groten in het noordoosten van Brazilië.
In 1993 kwam Vitória zelfs tot in de eindstrijd van het Campeonato Brasileiro, dat toen nog met een knock-outsysteem speelde. In de finale bleek Palmeiras echter te sterk: in Salvador werd het 0-1, in São Paulo 2-0. Het lukte Vitória daarmee niet het tweede nationale kampioenschap naar Bahia te behalen. De aartsrivaal werd niet geëvenaard. In het team van dat jaar speelden een aantal jonge honden die nog een flinke carrière voor zich hadden, zoals Dida, Alex Alves en Vampeta. In 1999 had Vitória eveneens een goed seizoen, maar in de halve finale van de nationale competitie was dit keer Atlético Mineiro te sterk.
Het seizoen 2004 was het omslagpunt voor Vitória. Na in de Copa do Brasil tot de halve finale te zijn gekomen, begon een vrije val. De club degradeerde naar de Série B. Een sterk team wist de teleurstelling van deze degradatie ook in de maanden daarna niet te compenseren met goed spel en overwinningen. De situatie was zelfs zo slecht dat Vitória aan het eind van 2005 naar de Série C degradeerde. De enige troost was dat aartsrivaal Bahia meeging.
De klap kwam hard aan, en met hard werk en veel inzet wist de ploeg in 2006 de tweede plaats te behalen in de Série C. Het jaar daarna maakte de club indruk in de Série B met aanvallend voetbal en veel doelpunten. Door de wisselvalligheid kwam de club echter niet verder dan een vierde plaats. Promotie was daarmee wel afgedwongen. Na twee jaar achter elkaar degradatie, volgde dus weer twee jaar achter elkaar promotie. Rivaal Bahia wist in hetzelfde jaar naar de Série B te klimmen. In 2010 degradeerde de club terwijl rivaal Bahia promoveerde naar de Série A. Na twee seizoenen promoveerde Vitória weer en werd bij de terugkeer zelfs vijfde, echter volgde in 2014 een nieuwe degradatie, samen met Bahia. De club keerde terug van 2016 tot 2018. In 2021 zakte de club zelfs naar de derde klasse, maar kon meteen weer promoveren en werd in 2023 zelfs kampioen van de Série B waardoor de club in 2024 opnieuw in de Série A speelt. In 2024 won de club de dertigste staatstitel, de eerste sinds 2017.

### Vitória in de Série A
| Jaar | Plaats | Jaar | Plaats | Jaar | Plaats | Jaar | Plaats |
| ---- | ------ | ---- | ------ | ---- | ------ | ---- | ------ |
| 1971 | -      | 1981 | 12e    | 1991 | 20e    | 2001 | 16e    |
| 1972 | 20e    | 1982 | 34e    | 1992 | -      | 2002 | 10e    |
| 1973 | 10e    | 1983 | -      | 1993 | 2e     | 2003 | 16e    |
| 1974 | 8e     | 1984 | -      | 1994 | 19e    | 2004 | 23e    |
| 1975 | 32e    | 1985 | -      | 1995 | 22e    | 2005 | -      |
| 1976 | 26e    | 1986 | 29e    | 1996 | 16e    | 2006 | -      |
| 1977 | 38e    | 1987 | 22e    | 1997 | 9e     | 2007 | -      |
| 1978 | 29e    | 1988 | 20e    | 1998 | 13e    | 2008 | 10e    |
| 1979 | 9e     | 1989 | 19e    | 1999 | 3e     | 2009 | 13e    |
| 1980 | 25e    | 1990 | 18e    | 2000 | 22e    | 2010 |        |

## Erelijst
- Campeonato Baiano (30)

1908, 1909, 1953, 1955, 1957, 1964, 1965, 1972, 1980, 1985, 1989, 1990, 1992, 1995, 1996, 1997, 1999, 2000, 2002, 2003, 2004, 2005, 2007, 2008, 2009, 2010, 2013, 2016, 2017, 2024
- Taça Estado da Bahia (3)

2004 , 2005, 2006
- Copa do Nordeste (4)

1997, 1999, 2003, 2010
- Campeonato Brasileiro Série B

2023

## Bekende spelers
- Bebeto
- Dida
- Dudu Cearense
- Vampeta
- Marcelo Moreno
- Dejan Petkovic
- David Luiz